# Ceresium lucifugum
Ceresium lucifugum är en skalbaggsart som beskrevs av Holzschuh 1982. Ceresium lucifugum ingår i släktet Ceresium och familjen långhorningar. Inga underarter finns listade i Catalogue of Life.